# Inti Anti, camino al sol
 Inti Anti, camino al sol es una película coproducción de Argentina y Perú filmada en Eastmancolor dirigida por Juan Schröder según el guion de Horacio Suárez y Clelia Dorado sobre el libro cinematográfico de Juan Schröder que se estrenó el 7 de octubre de 1982 y que tuvo como protagonistas a Antonio Behorchia, Indalecio Palomino, Chano Jofre y Jacinto González.
Fue filmado en Perú, Bolivia y en la Cordillera de los Andes (desde Santa Cruz hasta las alturas de Apurimoc en Perú).

## Sinopsis
Un alegato en defensa de la vida silvestre y de su relación con el hombre.

## Reparto
- Antonio Behorchia …Él mismo
- Indalecio Palomino …Él mismo
- Chano Jofre …Él mismo
- Jacinto González …Él mismo
- Canela …Narradora
- Ricardo Martínez Puente …Relator
- Juan Schröder …Él mismo
- Masao Fujii …Él mismo

## Comentarios
Carmen Rivarola en La Prensa escribió:

«Valioso documental.»

La Nación opinó:

«Afán ecologista en un documento sobre la fauna.»

Clarín dijo:

«Un documental hace punta en la cordillera.»

Manrupe y Portela escriben:

«Interesante documental con buen enfoque de lo étnico, correcto en lo formal.»